# Джеф Раскін
Джеф Раскін (англ. Jef Raskin, 9 березня 1943 — 26 лютого 2005) — автор ідеї комп'ютера Macintosh, фахівець із комп'ютерних интерфейсів, автор статей із юзабіліті та книги «The Humane Interface».
Раскін прийшов у Apple Computer у 1978 році й став 31-им співробітником компанії. Саме Раскіну належить ідея створення першого комп'ютера Macintosh. Перед творцями ставилося завдання створити недорогий, максимально простий та орієнтований на рядового користувача комп'ютер. Він же і придумав назву Macintosh — на честь його улюбленого сорту яблук «макінтош».
У 1982 році через розбіжності із засновником компанії Стівом Джобсом Раскін покинув Apple Computer.
А через два роки на американському ринку з'явилися перші комп'ютери Macintosh.
Покинувши Apple Computer Раскін заснував власну компанію Information Appliance, яка займалася розробкою програмного забезпечення. У 2000 році він видав книгу «The Humane Interface» про нові напрямки в проектуванні комп'ютерних систем.
Раскін помер у неділю 26 лютого 2005 у віці 61 року від раку підшлункової залози.